# بحوارة
بحوارة هي قرية لبنانية من قرى قضاء عاليه في محافظة جبل لبنان.